# Лаврієнко Денис Сергійович
Денис Сергійович Лаврієнко (нар. 8 лютого 2000) — український футболіст, півзахисник.

## Життєпис
Напередодні старту сезону 2019/20 років підписав контракт з «Оболонь-Бровар», проте був відправлений набиратися досвіду у другу команду клубу. Дебютував за «Оболонь-Бровар-2» 24 серпня 2019 року в програному (0:1) виїзному поєдинку 5-о туру групи А Другої ліги проти хмельницького «Поділля». Денис вийшов на поле на 83-й хвилині, замінивши Дмитра Касімова. Станом на 13 листопада 2019 року зіграв 5 матчів у Другій лізі.